# Ferdinando Nelli Feroci
Ferdinando Nelli Feroci (né le 18 décembre 1946 à Pise) est un diplomate italien, membre de la commission Barroso II du 16 juillet au 31 octobre 2014.
Il remplace Antonio Tajani devenu député européen aux mêmes fonctions de Commissaire européen aux industries et à l'entrepreneuriat.

## Distinction
Ordre du Mérite de la République italienne le 23 décembre 2008